# Augusta Preitinger
Juliana Augusta Preitinger/Guus van Dongen (Colonia, 18 de octubre de 1878-París, 21 de enero de 1946) fue una pintora germano-neerlandesa que pasó la mayor parte de su vida adulta en París. Estaba casada con el también pintor Kees van Dongen.

## Biografía
Nacida en Colonia, de niña se estableció con su familia en Róterdam, donde luego estudiaría en su academia de arte, donde conoció a otro estudiante, Kees van Dogen. Comenzaron una relación y decidieron mudarse juntos a París.
Se casó en París en julio de 1901 con Kees van Dongen, ya que se había quedado embarazada. En diciembre dio a luz un niño que murió a los dos días. En abril de 1905 nació su hija Augusta, apodada Dolly. En su apartamento en el Bateau-Lavoir, tuvieron como vecinos a Pablo Picasso y su amante Fernande Olivier.
En 1914 tras regresar a Róterdam para una visita familiar, estalló la Primera Guerra Mundial y no pudo volver a París hasta 1918. Para entonces, Kees van Dogen había comenzado una relación con una socialité también casada, la directora de moda Léa Alvin, más conocida como Jasmy Jacob. Augusta y Kees se divorciaron en 1921.
Preitinger continuó pintando, y murió en París en enero de 1946.